# Periode (musik)
 For alternative betydninger, se Periode. (Se også artikler, som begynder med Periode)
En periode er et begreb i den musikalske form- og kompositionslære som betegner en strukturel enhed i et musikstykkes forløb og opbyging.
En musikalsk periode er todelt og består af en forsætning og en eftersætning af lige stor længde (stikordet er symmetri). Forsætningen ender åbent (ofte på dominanten), eftersætningen ender afsluttende (sædvanligvis på grundtonen).
For- og eftersætningerne består hver af to fraser hvor forsætningens første frase gentages identisk eller forandret i eftersætningens første frase. Også eftersætningens anden frase kan have ligheder med forsætningens anden frase. Idealtypen af en periode indeholder otte takter fordelt på fire takter på hver af sætningerne som igen er delt i 2+2 takter lange fraser.
Sammen med den beslægtede sats danner perioden den fremherskende model for dannelse af syntaktiske enheder i klassikken og romantikken.

## Sats som syntaktisk enhed
Begrebet sats i betydning af syntaktisk enhed blev indført af Erwin Ratz som modstykke til perioden og er i denne sammenhæng anvendelig trods begrebets problematiske flertydighed. Ligesom perioden består satsen af en for- og en eftersætning, dog ender satsen i reglen på dominanten hvad der giver satsen en mere åben karakter. I satsen vender forsætningens første frase allerede umiddelbart igen i forsætningens anden frase (identisk eller forandret, for eksempel sekventeret), mens eftersætningen bringer noget nyt, men derved har et åbent præg. Eftersætningen har i modsætning til perioden en videreførende karakter. Den idealtypiske (2+2)+(2+2) takt hos perioden (i formen A – B – A' – C) står i satsen over for 2+2+4 takter (i formen A – A' – B).

Satsen danner efterfølgeren til barokkens viderespindingstype. (ty. Fortspinnungstypus) 
Se også
- Motiv – Frase – Tema – Figur – Melodi